# Andrea Aust
Andrea Aust (* 1960) ist eine deutsche Synchronsprecherin und Schauspielerin sowie Hörspielsprecherin.

## Synchrontätigkeit
Andrea Aust ist die deutsche Standardstimme von Courteney Cox. Zudem lieh sie weiteren bekannten Schauspielerinnen wie Faye Dunaway und Catherine Hicks ihre Stimme. Im Jahr 2003 übernahm sie die Synchronrolle für Moira Kelly, die in der US-Serie One Tree Hill eine der Hauptrollen verkörperte. Seit 2007 leiht Aust Michelle Pfeiffer ihre Stimme.

## Schauspieltätigkeit
Als Schauspielerin war Andrea Aust zweimal im Fernsehen zu sehen: 1990 in dem TV-Mehrteiler Aerolina (als Regina Konrad) und 1992 in der Kinderserie Die Gespenster von Flatterfels (als Fräulein Schnief). Sie spielte zudem 1985 im DEFA-Film Ete und Ali mit. Bereits 1980 wirkte sie als Schauspielstudentin am Berliner Ensemble in dem Stück Blaue Pferde auf rotem Gras mit, wovon es eine Fernsehaufzeichnung gibt.

## Synchronarbeiten (Auswahl)
Michelle Pfeiffer
- 2007: Hairspray als Velma von Tussle
- 2009: Gemeinsam stärker – Personal Effects als Linda
- 2011: Happy New Year als Ingrid
- 2012: Dark Shadows als Elizabeth Collins Stoddard
- 2012: Zeit zu leben als Lillian
- 2013: Malavita – The Family als Maggie Blake
- 2017: Mord im Orient Express als Caroline Hubbard
- 2017: Mother! als Frau
- 2017: The Wizard of Lies – Das Lügengenie als Ruth Madoff
- 2018: Ant-Man and the Wasp als Janet van Dyne
- 2019: Maleficent: Mächte der Finsternis als Königin Ingrith
- 2022: The First Lady als Betty Ford
- 2023: Ant-Man and the Wasp: Quantumania als Janet van Dyne

Courteney Cox
- 1994–2004: Friends als Monica Geller Bing
- 2001: Crime Is King – 3000 Meilen bis Graceland als Cybil Waingrow
- 2005: Spiel ohne Regeln als Lena
- 2008: Bedtime Stories als Wendy
- 2010: Scrubs – Die Anfänger als Dr. Taylor Maddox
- 2010–2014: Cougar Town – 40 ist das neue 20 als Jules Cobb

Daryl Hannah
- 1988: Jodie – Irgendwo in Texas als Loretta
- 2003: Kill Bill: Vol. 1 als Elle Driver
- 2003: The Big Empty als Stella
- 2004: Kill Bill: Vol. 2 als Elle Driver

Siobhan Finneran
- 2010–2012: Downton Abbey als Sarah O’Brien
- 2018: Doctor Who als Becka Savage
- 2019: A Confession als Elaine Pickford (Miniserie)
- 2020: Ich schweige für dich als Johanna Griffin (Miniserie)

Connie Nielsen
- 2017: Wonder Woman als Königin Hippolyta
- 2017: Justice League als Königin Hippolyta
- 2020: Wonder Woman 1984 als Königin Hippolyta
- 2021: Zack Snyder’s Justice League als Königin Hippolyta

Marcia Gay Harden
- 2015: Fifty Shades of Grey als Grace Trevelyan Grey
- 2017: Fifty Shades of Grey – Gefährliche Liebe als Grace Trevelyan Grey

### Filme
- 1999: Kampf der Kobolde – Die Legende einer verbotenen Liebe – Orla Brady als Kathleen Fitzpatrick
- 2003: Es war einmal in Amerika – Tuesday Weld als Carol
- 2003: Flammendes Inferno – Faye Dunaway als Susan Franklin
- 2003: Bruce Allmächtig – Lisa Ann Walter als Debbie
- 2004: Spider-Man 2 – Donna Murphy als Rosalie Octavius
- 2006: Oh je, du Fröhliche – Paget Brewster als Valerie Davenport
- 2008: 27 Dresses – Melora Hardin als Maureen
- 2020: Vergiftete Wahrheit – Mare Winningham als Darlene Kiger
- 2024: Rückkehr der Thundermans – Rosa Blasi als Barb Thunderman

### Serien
- 1990: Daniel Boone – Barbara Hershey als Dinah Hubbard
- 1995: Ein Supertrio – Toshiko Fujita als Nami Kisugi
- 1998–2003: Buffy – Im Bann der Dämonen – Kristine Sutherland als Joyce Summers
- 1999–2007: Eine himmlische Familie – Catherine Hicks als Annie
- 2002: Dawsons Creek – Sherilyn Fenn als Alex Pearl
- 2004, 2012–2014: Winx Club – Grey DeLisle als Königin Luna
- 2005: Numbers – Die Logik des Verbrechens – Sabrina Lloyd als Terry Lake
- 2006: Desperate Housewives – Penelope Ann Miller als Fran Ferrara
- 2006–2007: Still Standing – Jami Gertz als Judy Miller
- 2007: Ghost Whisperer – Stimmen aus dem Jenseits – Judith Hoag als Angela Morrison
- 2007–2010: Lost – Elizabeth Mitchell als Juliet Burke
- 2007–2014: One Tree Hill – Moira Kelly als Karen Roe
- 2008–2010: Eli Stone – Natasha Henstridge als Taylor Wethersby
- 2009: Desperate Housewives – Gail O’Grady als Anne Schilling
- 2009: Grey’s Anatomy – Kimberly Elise als Dr. Swender
- 2009–2013: Gossip Girl – Margaret Colin als Eleanor Waldorf
- 2010–2013: The Vampire Diaries – Susan Walters als Carol Lockwood
- 2011–2013, 2015: Glee – Jessalyn Gilsig als Terri Schuester
- 2011–2015: Covert Affairs – Kari Matchett als Joan Campbell
- 2012–2015, seit 2021: Doctor Who – Jemma Redgrave als Kate Lethbridge-Stewart
- 2013–2015: Vikings – Jessalyn Gilsig als Siggy Haraldson
- 2014–2018: Die Thundermans – Rosa Blasi als Barb Thunderman (100 Folgen)
- 2014–2015: Parasyte – Kiseijuu – Atsuko Tanaka als Ryouko Tamiya
- 2016: Victoria – Annabel Mullion als Lady Beatrice Gifford
- 2018, 2020: Navy CIS: L.A. für Dina Meyer
- 2020: Treadstone – Michelle Forbes als Ellen Becker
- 2020: Hamilton – Undercover in Stockholm – Annika Hallin als Astrid Bofors
- 2023: Star Trek: Picard: Michelle Forbes als Ro Laren

### Videospiele
- 2021: Life Is Strange: True Colors als Eleanor

## Hörspiele
- 2015–2016: Bibi Blocksberg Folge 116 Im Wald der Hexenbesen und Folge 117 Die Besenflugprüfung (als Chaotia)
- 1987: Hans Bräunlich: Befehl vor Dienstantritt (Elfie) – Regie: Fritz Göhler (Hörspiel – Rundfunk der DDR)

## Hörbücher
- 2014: Judith Winter: Siebenschön (Audible exklusiv)
- 2015: Judith Winter: Lotusblut (Audible exklusiv)
- 2015: Judith Winter: Sterbegeld (Audible exklusiv)